# World Register of Marine Species
World Register of Marine Species (WoRMS) (în română: Registrul mondial al speciilor marine)  este o bază de date taxonomică care urmărește să furnizeze o listă autoritară și cuprinzătoare a numelor organismelor marine.
În 2021, pentru prima dată, un gen a fost numit după această bază de date: † Wormsina Harzhauser & Landau, 2021